# Ann Rabson
Ann Rabson (* 12. April 1945 in New York City; † 30. Januar 2013 in Fredericksburg, Virginia) war eine US-amerikanische Blues-Pianistin, Sängerin und Gitarristin.

## Leben
Bereits als Kind war sie dem Blues verfallen, nachdem sie zum ersten Mal eine Platte von Big Bill Broonzy gehört hatte. Mit 17 Jahren erhielt sie von ihrem Vater eine Gitarre und spielte seitdem als Berufsmusikerin. Mit dem Klavierspielen begann sie erst mit 35 Jahren, erreichte aber bald ein solches Niveau, dass sie in die Boogie Woogie Hall of Fame aufgenommen wurde. Für Aufnahmen von Jimmy Rogers, Robert Jr. Lockwood, Hubert Sumlin, Bob Margolin, Francine Reed, Carey Bell, Cephas and Wiggins, Johnny Shines, Levon Helm, John Jackson und Snooky Pryor spielte sie Klavier. Sie trat sowohl solo als auch als Mitglied verschiedenster Bands auf und war 25 Jahre Mitglied von Saffire – The Uppity Blues Women. Nach der Auflösung der Band Ende 2009 trat sie vermehrt solistisch auf.
Nach langer Krankheit verstarb Rabson am 30. Januar 2013 an Krebs. Sie hinterlässt ihren Ehemann George Newman, ihre Tochter und eine Enkeltochter.

## Auszeichnungen
- Blues Music Award Nominierung Music Makin' Mama als Album of the Year in der Kategorie Traditional Blues und Acoustic Blues, Elevator Man als Song of the Year
- Blues Music Award, achtmal Nominierung als Traditional Blues Female Artist of the Year

## Diskografie

### Solo
- Music Makin' Mama (1997)
- In A Family Way (2005)
- Struttin' My Stuff (2005)

### Saffire – The Uppity Blues Women
- Havin’ the Last Word, Alligator, AL 4927
- Saffire - Deluxe Edition, Alligator, AL 5613
- Ain’t Gonna Hush, Alligator, AL 4880
- Live & Uppity, Alligator, AL 4856
- Cleaning House, Alligator, AL 4840
- Old, New, Borrowed & Blue, Alligator, AL 4826
- Broad Casting, Alligator, AL 4811
- Hot Flash, Alligator, AL 4796
- Middle Aged Blues, Saffire Records

### Sonstige (Auswahl)
- Shoulder to Shoulder, Cephas & Wiggins
- Ladies Man, Pinetop Perkins
- Takin’ A Stand, Deborah Coleman
- Ninth Annual Blues & Boogie Piano Summit (2007, Newport, Ky.)